# Giardini dell'Arena

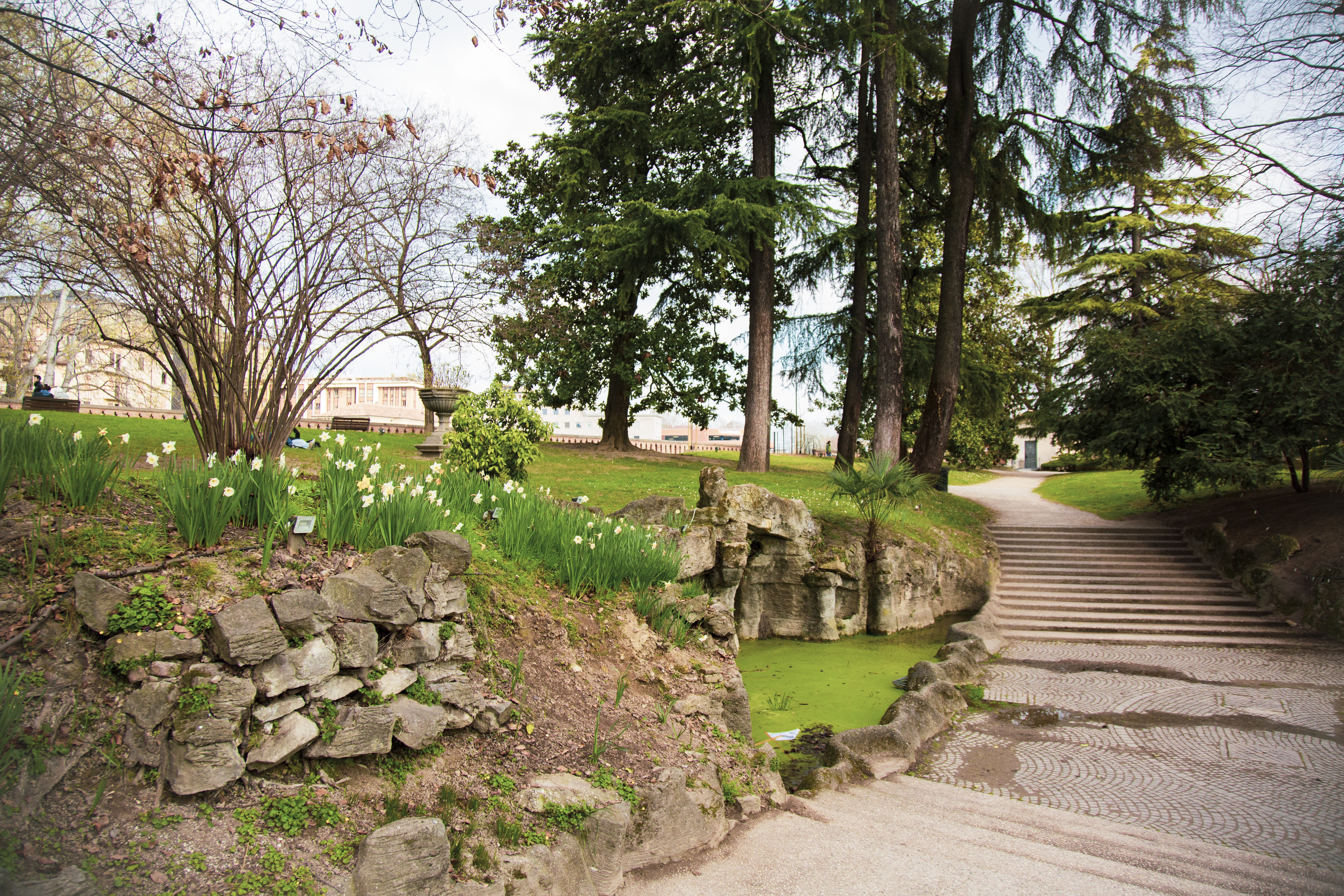

I Giardini dell'Arena sono un’area verde nel cuore di Padova, nonché tra i primi giardini pubblici nati in Italia all’inizio del XX secolo (anni 1906-1907).
Il giardino, su un'estensione di circa 27 301 m² è impostato con uno stile tardo romantico in voga all'epoca della realizzazione.

## L'Arena Romana
A nord di Padova sorge l'antico teatro edificato in età Claudio-Flavia, intorno al 70 d.C.; si tratta di un anfiteatro destinato ai combattimenti tra gladiatori e fiere.
Alla caduta dell’Impero romano, nel 476 d.C., Padova subì saccheggi e distruzioni e l'edificio dell'Arena cadde in disuso rimanendo abbandonato per lungo tempo.
Nel 1880, all’indomani dell’acquisto da parte del Comune di Padova della Cappella degli Scrovegni e dell’area dell’Arena, Antonio Tolomei, assessore e poi Sindaco della città, organizzò una prima campagna di scavi, diretti dall’architetto Eugenio Maestri per riportare alla luce l'antico edificio.

## Il Palazzo e la Cappella degli Scrovegni
Caduto l’impero Romano, Padova subì un lungo periodo di declino fino al 774 d.C quando Carlo Magno ne promosse la rinascita, affidandole un ruolo politico significativo.
L'Area vide diversi passaggi di proprietà: affidata al Vescovo di Padova Milone per concessione imperiale, venne trasferita nelle mani di famiglie di gonfalonieri del vescovo e da queste ai Dalesmanini.
Agli inizi del 1300 Enrico Scrovegni, illustre banchiere, figlio di Rinaldo, facoltoso usuraio padovano, acquistò l'Area dai Dalesmanini e vi fece edificare un sontuoso palazzo di cui la cappella era oratorio privato; oltre a ciò, godeva dello spazio dell’anfiteatro e del rigoglioso giardino che si estendeva nello spazio retrostante.
Alla morte di Enrico Scrovegni, la Cappella e l'area circostante si susseguirono in una serie di trasmissioni ereditarie: nel 1443 al nobile Francesco Capodilista, nel 1451 al Patriarca di Aquileia che la donò al nipote Alvise Trevisan, che poco dopo la vendette ai conti veneziani Alvise e Giovanni Foscari. Ai primi dell’Ottocento la contessa Marta Foscari, ultima discendente della famiglia, sposò Pietro Gradenigo portandogli in dote anche l’intero complesso della cappella e del palazzo attiguo. Da qui iniziò un periodo di incuria, tanto che nel 1817 crollò “per non medicata vecchiezza” il protiro cinquecentesco della Cappella degli Scrovegni. A nulla valsero i ripetuti solleciti delle autorità locali ai conti Gradenigo perché provvedessero in qualche modo ai restauri degli immobili. Il 14 gennaio 1819 il Podestà di Padova inviò una missiva in cui invitava i conti a sistemare gli immobili recuperandoli oppure a cederli alla città. Per risposta il Gradenigo iniziò pian piano a demolire il palazzo Scrovegni, per la vendita del materiale edile. Raso definitivamente al suolo nel 1834, fu sostituito da delle semplici abitazioni.
In seguito la proprietà passò in mano ai Baglioni-Gradenigo.
A partire dagli anni venti dell'800 il Comune attivò lunghe azioni giudiziarie con la famiglia Gradenigo, per scongiurare la demolizione della Cappella e per entrarne in possesso, assieme a tutta l’area. Il conte Pietro Selvatico Estense svolse un ruolo significativo. Protagonista della scena culturale del tempo, fin dal 1836 si spendette per salvare la Cappella da quel destino. Dopo diverse iniziative senza esito, fu il giovane avvocato Giacomo Levi Civita, in collaborazione con l‘allora assessore e poi sindaco Antonio Tolomei, a portare avanti la causa di rivendicazione dell’amministrazione e della custodia della Cappella.
La tesi sostenuta con una gran mole di documenti e testimonianze, fu che la Cappella, fin dalla sua fondazione, fosse destinata al pubblico. Era evidente «quindi l’inopportunità di un suo passaggio a privati». La causa ebbe esito positivo e i Gradenigo vendettero al Comune la proprietà.
La cappella fu ufficialmente acquisita dalla municipalità di Padova con atto notarile nel 1881, un anno dopo il mandato del Consiglio Comunale.

## Le mura e il sistema bastionato cinquecentesco
All'inizio del '200, per ottimizzare le comunicazioni con Venezia,  il libero Comune di Padova scavò il Piovego, che collega il Bacchiglione con il Brenta e con la laguna.
Il canale defluisce dal margine nord dell’ansa che avvolge la città murata e svolge un ruolo essenziale per i trasporti dal medioevo fino all’età moderna; il suo corso fissa l’andamento delle cortine murarie di epoca Carrarese, realizzate prevalentemente lungo le rive dei fumi o dei canali navigabili e sorte a difesa dei borghi nati all’esterno delle mura più antiche, costruite dal Comune nel ‘200.
Come d’uso in questo periodo, in cui non esistono bocche da fuoco, le mura sono alte e strette, merlate e intervallate da torri.
Una profonda trasformazione, dettata dall’evolversi delle tecniche belliche – soprattutto l’introduzione dei cannoni – le coinvolse all’inizio del ‘500.
In occasione della guerra di Cambrai, per sostenere l’assedio di Massimiliano d’Asburgo sotto la direzione del veneziano Andrea Gritti, per meglio assorbire i colpi dell’artiglieria, vengono abbassate e rinforzate all’interno da terrapieni e nei punti più deboli del circuito vennero eretti all'esterno delle mura dei bastioni in terra e macerie, che furono l'embrione dei futuri torrioni e baluardi in muratura. In quelli che oggi conosciamo come i Giardini dell'Arena, venne costruito il torrione, di forma rotonda con 30 m di diametro; vennero poi aperte feritoie per i cannoni di difesa, mentre nelle parti inferiori, le casematte con volta a botte ospitavano le cannoniere per difendere le cortine rettilinee laterali. Il livello della cannoniera ovest, è un elemento oggettivo e interessante per verificare il livello delle acque del Piovego nel Cinquecento.
All’interno e all’esterno della cinta vennero scavati nuovi fossati e si abbatterono tutti gli edifici, gli alberi e quant'altro precludesse la visuale del campo di battaglia e potesse costituire riparo agli assedianti.
Concluse le operazioni “d’emergenza” si mise mano alla realizzazione della cerchia che conosciamo oggi e che si estende per 11 km, le stesse mura che hanno contenuto l’intera città fino al XX secolo.

## Il primo Giardino pubblico
Nel 1880 l’Amministrazione Comunale acquistò la Cappella degli Scrovegni e l'area dell’Arena romana e pochi anni dopo realizzò la strada di comunicazione diretta tra il centro e la stazione ferroviaria e poi del viale dedicato a Giotto che aveva la funzione di collegare Corso del Popolo con la viabilità di Padova est. I Giardini dell'Arena vennero quindi divisi in due parti in quanto attraversati dalla strada; il prolungamento di via Giotto e la grotta interna ai Giardini serviva come collegamento pedonale tra le due parti. Questa strada serviva per l'uso di strada carrozzabile e tramviaria fino alla fine degli anni sessanta. Realizzare la nuova strada comportò la costruzione di un nuovo ponte sul Piovego proprio nei pressi dei terreni dell’Arena e delle Mura, che si trovano così ad essere limitrofi al nuovo e importante collegamento tra centro (Caffè Pedrocchi) e stazione. Tutto questo diede l’occasione di localizzare qui i Giardini, unendo i terreni dell’Arena e delle Mura e acquisendone altri dall’Opera Pia Case Operaie per ampliare la parte verso via Porciglia.
La progettazione di tutti gli interventi venne affidata all’Ufficio comunale Lavori Pubblici, diretto dall’ingegnere Alessandro Peretti. Aperto il cantiere dei Giardini, l’Ufficio si avvalse della consulenza del Cavalier Santo Rigamonti di Agate Brianza, un affermato allestitore di parchi, che con tutta probabilità arrivò a Padova per conoscenza diretta con l’ing. Peretti.
L’area a nord, verso le mura, vuol evocare la pittoricità di un giardino all’inglese, ed è caratterizzata da fontane, cascatelle, sentieri e collinette; per le composizioni d’arredo venne utilizzato il calcestruzzo per rievocare le rocaille del Barocco e le conformazioni carsiche di stalattiti, stalagmiti e grotte. Elemento fondamentale è l'acqua: dalla fontana del Torrione, lungo il ruscello superato dal Ponte Rustico, allo Stagno, alla seconda fontana circolare e infine la Cascata presso la Grotta che permette un collegamento fra le due parti.
Il materiale utilizzato è il calcestruzzo, modellato con spazzola e acqua: un'idea moderna che vuol richiamare intrecci di vegetazione i fenomeni carsici di stalattiti e stalagmiti.

### La lupa romana
Si ha testimonianza della presenza di una copia della lupa capitolina, sopra la cascatella posta di fronte alla grotta. Questa statua è un probabile richiamo all'immagine della mitologica grotta sull'ansa del Tevere (Lupercale), in cui l'animale avrebbe accudito e cresciuto Romolo e Remo.
Sotto la statua si legge:  CROCIERA VENEZIA- ROMA / EOLO / GARE MOTONAUTICHE / I PREMIO GRAN TROFEO ROMA.
Questa iscrizione rimanda al 1911 quando il Touring Club Italiano, in occasione del cinquantesimo anniversario dell'Unità d'Italia, organizzò una crociera internazionale Torino-Venezia-Roma compiuta tramite itinerario fluviale ed Eolo fu proprio una delle sette imbarcazioni che guidata dal padovano Elia Edoardo Corinaldi prese parte all'iniziativa.
Nel dicembre del 1954, l'opera venne rimossa in quanto vandalizzata e in avanzato stato di degrado; attualmente si trova nei depositi del Museo Civico.

## La flora
Sono ancora presenti alcuni alberi e gruppi di alberi del giardino originario del 1906 come faggi, cedri dell’Himalaya e sofore ma anche alberi di ambienti ruderali, come l’acero americano e l’acero montano. Gli interventi successivi al restauro e riassetto della fine del secolo scorso non hanno ancora riportato le componenti vegetali che caratterizzavano l’impianto originario anche per il susseguirsi di interventi di scavo, compartimentazione di aree e trasformazione delle stesse.
Tra le specie presenti all’interno del giardino, le più frequenti alla vista sono: 
- il Cedrus Atlantica dall'intenso profumo e dall'aspetto maestoso, è visibile nella parte frontale del Giardino.
- il Cedrus Deodara detto anche dell'Himalaya è una conifera originaria dell'omonima catena montuosa. Il primo esemplare, introdotto in Italia nel 1828, si trova nell'Orto Botanico di Padova.[15] In molte culture viene considerato come albero sacro e per tale motivo in India viene utilizzato per erigere i templi o i palazzi regali.[16] Si può ammirare la sua maestosità passeggiando nei viali che danno su Corso Garibaldi.
- il Celtis Australis disegna il viale pedonale che congiuge Corso Garibaldi da un lato e Via Porciglia dall'altro. Si tratta di alberi piantumati nei primi anni del 900, in concomitanza con il progetto del Giardino. Il termine "bagolaro" sembra avere un'origine etimologica collegata ai piccoli frutti scuri che maturano tra settembre ed ottobre e che rappresentano un'importante fonte di cibo per l'avifauna; rimanda infatti al termine latino "bacula", che significa piccola bacca. Quest'albero viene comunemente chiamato anche "spaccasassi" perché si adatta molto bene ai periodi di siccità espandendo il suo apparato radicale molto vigoroso, andando ad infilarsi nelle fessurazioni delle rocce.[17]
- il Fagus sylvatica 'Tricolor'  si trova nella parte anteriore del giardino. In primavera ed estate sfoggia un cangiante fogliame purpureo, bordato irregolarmente di rosa.
- Ginkgo biloba è situato nell'area alle spalle della Cappella degli Scrovegni; ci sono sia esemplari maschili che femminili ed è quindi possibile osservare i suoi semi, ricoperti da un involucro che in autunno giunge a maturazione rilasciando un odore rancido per la presenza di acido butirrico.[18] Nel 2011, tra i 20 esemplari proposti dall'amministrazione comunale della città, i padovani lo hanno scelto come il loro “albero più bello”.[19]
- il Liriodendron tulipifera è volgarmente conosciuto come "albero dei tulipani"  per i suoi fiori giallo-vere con sfumature aranciate. Da ammirare durante la sua fioritura a fine primavera nell'area del bastione cinquecentesco, nei pressi dell'ingresso da Corso Garibaldi. L'etimologia del nome "Liriodendron" deriva dal greco e significa "albero dei gigli" mentre l'epiteto "tulipifera" significherebbe "che porta tulipani" derivando proprio dalla forma dei suoi fiori. Si tratta di un'ottima pianta mellifera, carica di nettare.[20]
- la Magnolia Grandiflora è una specie molto presente ai Giardini dell'Arena; si tratta infatti di un albero molto diffuso in parchi e giardini per la bellezza e il profumo dei suoi fiori[21] oltre che per la maestosità e il portamento.
- il Pinus Pinea  si trova principalmente nella parte centrale del Giardino.
- Taxus Baccata. L'origine etimologica rimanda a "toxon", ovvero "arco". Fin dall'antichità grazie alla sua elasticità veniva usato per la produzione di archi e frecce[22] ma la sua resistenza lo ha reso adatto anche per lavori di ebanisteria. Il Tasso lo troviamo nell'area anteriore dei Giardini dell'Arena, dove a fine estate i suoi arilli rossi si fanno notare in contrasto con gli aghi scuri.[22]

## I Giardini dell'Arena ai giorni nostri
Dai tempi della realizzazione i Giardini hanno visto una sola importante modifica nella loro composizione, ovvero la trasformazione in viale pedonale di quella che era denominata Via Giotto, ora Viale Perlasca. Il viale oggi è entrato a far parte del tessuto del giardino, nonostante l’estensione e la linearità non fossero in accordo con la struttura preesistente data da piccoli viali meandriformi.
Per lungo tempo, l'Area è stata interessata da fenomeni di delinquenza che l'hanno portata ad uno stato di disinteresse ed abbandono.
In seguito alla volontà dell’Amministrazione comunale di Padova di stimolare e promuovere la frequentazione dei Giardini da parte della cittadinanza, è stata indetta una gara di affidamento pubblica, inquadrata all’interno di un partenariato pubblico-privato.
È così che le Associazioni Mame Arci APS e APS Fusmart Mutaforma hanno preso in carico la rigenerazione urbana del luogo; dapprima tramite manifestazioni di interesse semestrali (dal 2019 al 2021) e poi tramite un bando di gestione triennale dal 2021 al 2024.

### Rassegne artistiche e collaborazioni

#### Pollini in Jazz Festival
Dal 2021, in occasione del Festival annuale Pollini in Jazz, prodotto dal Conservatorio Cesare Pollini e co-prodotto dai Giardini dell’Arena, si sono alternati sul palco jazzisti di fama internazionale.
La rassegna si svolge generalmente l'ultima settimana di giugno.

#### Morning Auditorium
Dal 2020, viene organizzata una rassegna pensata per i giovani musicisti classici del Conservatorio Cesare Pollini, in cui centinaia di interpreti dai 10 ai 20 anni si sono esibiti sul palco dei Giardini dell'Arena in formazioni da camera, orchestra, cori, arpe, musica lirica. Una rassegna ad accesso gratuito, in cui è stato sempre riconosciuto un gettone di presenza ai ragazzi in forma di borsa di studio offerta dalle Associazioni dei Giardini dell’Arena e che ha visto raccogliere anno dopo anno un pubblico eterogeneo ed intergenerazionale, nello spirito di coesione e inclusione che i Giardini promuovono fin dall’avvio del processo di riqualificazione. 

#### Life Love(s) Landscape
l festival "Life Love(s) Landscape" si ispira alla definizione di Paesaggio fornita dalla Convenzione Europea del Paesaggio, ovvero che è definibile come "Paesaggio, quella porzione di territorio così come è percepita dalle popolazioni che lo abitano e dalle loro interrelazioni" e dalla definizione di Patrimonio culturale secondo la Convenzione di Faro. 
La prima edizione del festival nasce grazie all'appoggio culturale del Museo di Geografia dell'Università di Padova a cui in seguito si uniscono il Museo della Medicina di Padova, il Conservatorio Cesare Pollini di Padova, l'Associazione Reitia Art della pittrice padovana Chiara Coltro con le artiste Federica Tavian Ferrighi, Elena Candeo ed Elisabetta Cortella. 
Dal 2022, il Festival dedicato ai linguaggi del e per il Paesaggio, curato in collaborazione con Ricercatori ed Accademici del Paesaggio, Geografi, Ecologi, Artisti, Compositori, esperti di ricerca nel campo dell’Alimentazione e della Medicina, desidera unire visioni, confrontare percezioni e proporre sguardi ibridi legati ad un mondo in fortissimo divenire, nel quale questi ambiti sono sempre più interconnessi e che solo un approccio visionario può indagare, in virtù dell’immensa e affascinante complessità che la parola “Paesaggio” racchiude, emana ed esplode.
Nel 2023 il Festival si avvale della partnership dell'Unione Buddhista Italiana e dal 2024 del Dipartimento di Biologia dell'Università di Padova.

### Le installazioni artistiche
Dopo l’unione dell’Italia, l’Amministrazione Comunale vede nei monumenti il segno tangibile del riscatto politico di Padova e della nazione. I protagonisti del Risorgimento sono celebrati nelle piazze, lapidi celebrative sono apposte dovunque si voglia lasciare una traccia significativa alle generazioni successive e lo spazio “civile” dei Giardini dell’Arena entra a pieno titolo in questo sistema.
Di seguito i monumenti posti a testimonianza di vite o opere significative per la città:
- Francesco Marzolo, chirurgo laureato a Padova nel 1842.  Fu nominato rettore dell’Università degli Studi di Padova per ben due volte: la prima tra il 1868-69, la seconda dal 1879-80.[28]
- Giacomo Levi Civita, nato a Rovigo nel 1846 fu sindaco di Padova tra il 1904 e il 1910, per poi essere nominato senatore del Regno d'Italia nel 1908. A lui si deve l'acquisizione da parte del comune di Padova della Cappella degli Scrovegni.[29]
- Aristide Gabelli, pedagogista positivista eletto nel 1886 al Parlamento del Regno d’Italia come deputato per Venezia. Due anni dopo gli venne affidato il compito di elaborare i programmi della scuola elementare dell'obbligo. In questi programmi invita i maestri ad allontanarsi dal nozionismo insegnando ai giovani a pensare.[30]

Oggi lo spazio dei Giardini dell’Arena è aperto a nuovi significati dell’Arte, con opere contemporanee che mirano a interpretare la realtà e invitano alla riflessione.

#### Le Opere di Elena Candeo

##### iosonofina
La rappresentazione che l’Artista ha voluto dare di Fina Buzzaccarin è la prima opera di Land Art mai realizzata in un Giardino tutelato nella città di Padova ed è stata associata sia fisicamente che concettualmente alla" panchina rossa", simbolo rivolto alle donne vittime di violenza, non per evocare un senso di protezione ma come una dichiarazione di forza, tenacia e amore per la ricerca. I fiori che adornano la testa di Fina si intrecciano concettualmente alla panchina, fungendo da liane simboliche a testimonianza dell'importanza di eliminare qualsiasi forma di violenza per un'evoluzione delle opportunità di espressione e ricerca in tutti i campi, luoghi e tempi. I materiali utilizzati sono stati: terra argillosa, terra sabbiosa, Erica, Lavandula, Rosmarino prostrato, Heuchera.

##### Driadi
Cinque Cedri Deodara disposti in cerchio hanno evocato le ninfe: Driadi in terra plasmati come visi antropomorfi e applicati sui fusti degli imponenti alberi. Oggi rimangono sole le fotografie a testimonianza di quest'Opera.

##### Supernova
L'opera originale è un dipinto a olio su tela, ingrandito e stampato su un supporto ecologico pvc-free.
La rappresentazione vuole essere il manifesto di un paesaggio ideale descritto alla maniera rinascimentale; questa prende avvio da una citazione dagli affreschi giotteschi della Cappella degli Scrovegni. Nel ciclo dedicato alla Vita di Gesù, sulla scena raffigurante il  “Compianto su Cristo Morto” vi è un albero apparentemente spoglio ma che in realtà presenta piccole gemme, preludio della rinascita della quercia e simbolo di eternità. Si tratta di una scena che lascia presagire la Resurrezione di Cristo. L'Artista ha preso ispirazione da questa scena accostandola alla simbolica rinascita dei Giardini dopo il periodo di abbandono.
Leggendo l'opera con andamento da sinistra verso destra si vedono gli edifici più alti e recenti di Padova che decrescono, per periodo storico e dimensioni; sulla parte destra l'andamento è opposto: i grattacieli occupano la porzione più bassa della diagonale per poi lasciare spazio a costruzioni architettoniche astratte, razionalmente inserite in spazi naturali e una grande palafitta che ricorda la necessità di retrocedere nella cementificazione; nella sezione di destra spunta, al centro, il Palazzo della Ragione, emblema di bellezza e giustizia. 
Al centro della composizione c'è la rappresentazione di una Supernova ovvero un'esplosione stellare, simbolo della tradizione galileiana. 

#### Le Opere di Luca Pegoraro

##### Siscromo
Nasce nel 2022 ed è lo sviluppo di un quadro dell'Autore intitolato “Cicciopansa”, un personaggio fantastico. Si tratta di un'evoluzione armonica costituita da due materiali opposti e contrastanti tra loro: l'acciaio Corten ovvero lega coriacea, resistente, indistruttibile e l'okume’, un legno naturale caldo ma non eterno.

##### Ballerina
Opera ideata e realizzata nel 1995 e poi replicata in vari materiali tra cui rame, ottone, vetro e pvc. Si tratta di una figura astratta, data da linee sinuose e forme colorate. Vuol richiamare sensazioni di leggerezza, ilarità, gioia, come fosse il corpo di una ballerina. L'opera esposta ai Giardini dell'Arena è stata realizzata nel 2020 in corten e vetro colorato di Murano.